# Tátové na tahu
Tátové na tahu je český komediální televizní seriál, který měl premiéru 9. září 2018 na stanici Prima. V hlavních rolích jsou čtyři tátové na mateřské dovolené Jakub Beran, Lubor Knopp, Marek Moravec a Kamil Adámek. Televize Prima zahájila natáčení v květnu 2018.

## Obsazení

### Hlavní role

#### Tátové na mateřské
- Štěpán Benoni jako Jakub Beran, bývalý hokejista
- Karel Dobrý jako Lubor Knopp, bývalý podnikatel
- Saša Rašilov ml.  (někdy také jako Saša Rašilov nml.) jako Marek Moravec, pracoval jako marketingový a reklamní asistent
- Petr Vaněk jako Kamil Adámek, gay

#### Maminky v zaměstnání
- Eva Josefíková jako Nikola Beranová
- Anna Geislerová jako Mgr. Gábina Knoppová, zdravotní sestra
- Jana Stryková jako MUDr. Alena Moravcová, lékařka
- Jakub Prachař jako Tomáš, gay a hasič

### Vedlejší role
- Lumíra Přichystalová
- Pavel Řezníček
- Petra Vraspírová
- Petra Nesvačilová
- Hana Seidlová
- Eva Leinweberová
- Helena Plecháčková Korejtková
- Adam Ernest
- Robert Cejnar
- Adam Vacula
- Simona Prasková
- Nikol Kouklová
- Regina Rázlová
- Anastázie Chocholatá
- Alice Bendová

## Seznam dílů
| Č. v seriálu | Č. v řadě | Původní název | Režie         | Scénář             | Premiéra           |
| ------------ | --------- | ------------- | ------------- | ------------------ | ------------------ |
| 1            | 1         | Díl 1         | Jiří Chlumský | Richard Malatinský | 9. září 2018       |
| 2            | 2         | Díl 2         | Jiří Chlumský | Richard Malatinský | 16. září 2018      |
| 3            | 3         | Díl 3         | Jiří Chlumský | Richard Malatinský | 23. září 2018      |
| 4            | 4         | Díl 4         | Jiří Chlumský | Richard Malatinský | 30. září 2018      |
| 5            | 5         | Díl 5         | Martin Kopp   | Richard Malatinský | 7. října 2018      |
| 6            | 6         | Díl 6         | Martin Kopp   | Tomáš Holeček      | 14. října 2018     |
| 7            | 7         | Díl 7         | Martin Kopp   | Václav Hašek       | 21. října 2018     |
| 8            | 8         | Díl 8         | Martin Kopp   | Václav Hašek       | 28. října 2018     |
| 9            | 9         | Díl 9         | Jiří Chlumský | Richard Malatinský | 4. listopadu 2018  |
| 10           | 10        | Díl 10        | Jiří Chlumský | Tomáš Holeček      | 11. listopadu 2018 |
| 11           | 11        | Díl 11        | Jiří Chlumský | Václav Hašek       | 18. listopadu 2018 |
| 12           | 12        | Díl 12        | Jiří Chlumský | Tomáš Holeček      | 25. listopadu 2018 |
| 13           | 13        | Díl 13        | Martin Kopp   | Dalibor Demel      | 2. prosince 2018   |
| 14           | 14        | Díl 14        | Martin Kopp   | Richard Malatinský | 9. prosince 2018   |
| 15           | 15        | Díl 15        | Martin Kopp   | Václav Hašek       | 16. prosince 2018  |
| 16           | 16        | Díl 16        | Martin Kopp   | Tomáš Holeček      | 23. prosince 2018  |

## Recenze
- Mirka Spáčilová, idnes.cz, 65%, recenze
- ČSFD, 54%, recenze